# Fisherman's Friends
Ne doit pas être confondu avec Fisherman's Friend.
Pour plus de détails, voir Fiche technique et Distribution.
Fisherman's Friends est une comédie dramatique britannique réalisée par Chris Foggin et sortie en 2019.
Le film est basé sur une histoire vraie sur Fisherman's Friends, un groupe de pêcheurs de Cornouailles de Port Isaac qui ont été signés par Universal Records et ont atteint un top 10 avec leur premier album de chants de marins traditionnels.

## Synopsis
Danny, un directeur musical londonien cynique et bon vivant, se rend à contrecœur en Cornouailles pour l'enterrement de vie de garçon de son collègue Henry, où il est victime d'une blague de son patron qui lui demande de recruter un groupe de pêcheurs chantant des chansons de marins traditionnelles. Danny lutte pour gagner le respect et l'enthousiasme des membres du groupe qui valorisent tous l'amitié et la communauté avant la gloire et la fortune. Tentant de surmonter le scepticisme des pêcheurs à l'égard de l'industrie de la musique, Danny se retrouve entraîné dans la communauté et il tombe amoureux d'Alwyn, la fille d'un des chanteurs.

## Fiche technique
- Titre original : Fisherman's Friends
- Réalisation : Chris Foggin
- Scénario : Piers Ashworth, Meg Leonard et Nick Moorcroft
- Photographie : Simon Tindall
- Montage : Johnny Daukes
- Décors : Zoe Payne
- Costumes : Rebecca Hale
- Producteur : Meg Leonard, Nick Moorcroft et James Spring
  - Producteur associé : Shereen Ali, Tom Harberd, Emily Precious, Elliot Ross et Fenella Ross
  - Producteur délégué : Ian Brown, Zoe Davis, Jay Firestone, Philip Greader, Matthew Helderman, Phil Hunt, Tracey McCarrick, Peter Nichols, Adrian Politowski, Compton Ross, Beata Saboova, James Scott, John Stevens, James Swarbrick, Barnaby Thompson et Will Young
  - Coproducteur : Johnny Daukes
  - Producteur exécutif : Mike O'Regan
- Société de production : Fred Films
- Société de distribution : Alba Films
- Pays d'origine :  Royaume-Uni
- Langue originale : anglais
- Format : couleur
- Genre : Comédie dramatique
- Durée : 112 minutes
- Dates de sortie :
  - Royaume-Uni : 15 mars 2019
  - Irlande : 15 mars 2019
  - France :
    - 10 février 2020 (Villeurbanne)
    - 7 juillet 2021 (en salles)

## Distribution
- James Purefoy (VFB : Philippe Résimont) : Jim
- Daniel Mays (VFB : Philippe Allard) : Danny
- Tuppence Middleton (VFB : Audrey D'Hulstère) : Alwyn
- David Hayman (VFB : Jean-Michel Vovk) : Jago
- Maggie Steed (VFB : Myriam Thyrion) : Maggie
- Sam Swainsbury (en) (VFB : Maxime Donnay) : Rowan
- Dave Johns (VFB : Benoît Van Dorslaer) : Leadville
- Noel Clarke (VFB : Karim Barras) : Troy
- Christian Brassington : Henry
- Vahid Gold : Driss